# Glomerosporo
Glomerosporos são estruturas reprodutiva assexuada formada por fungos micorrízicos arbusculares (FMA) que atualmente estão inseridos no filo Glomeromycota.